# ジェイソン (映画)
『ジェイソン』（Bloody Murder）は、2000年にアメリカ合衆国で公開されたホラー映画。日本では劇場未公開。『13日の金曜日』シリーズとは無関係である。

## ストーリー
キャンプ場にやってきた男女のグループが、ホッケーマスクを被った殺人鬼に襲われる。

## スタッフ
- 監督 : ラルフ・ポーティロ
- 製作 : ラルフ・ポーティロ、ジェイミー・エリオット
- 製作総指揮 : マーク・ビエンストック
- 脚本 : ジョン・R・スティーヴンソン
- 撮影 : キース・ホランド
- 音楽 : スティーヴン・M・スターン

## キャスト
| 役名         | 俳優                     | 日本語吹替 |
| ------------ | ------------------------ | ---------- |
| ジュリー     | ジェシカ・モリス         | 小島幸子   |
| トビー       | パトリック・キャバナー   | 伊藤健太郎 |
| ドゥルー     | クリステル・フォード     | 田村真紀   |
| ディーン     | マイケル・ストーン       | 高木渉     |
| パトリック   | ピーター・ギルメット     | 大川透     |
| ホイットニー | トレイシー・パチェコ     | 渡辺久美子 |
| ジェイソン   | ジャスティン・マーティン | 土井隆彦   |

- 役名不明キャスト(日本語吹替)

入江崇史、小形満、辻親八、中博史、彩木香里、平川大輔、内田みつ子